# スサーナ・ヒグチ
- スサーナ・ヒグチ
- スサナ・ヒグチ

スサーナ・シズコ・ヒグチ・ミヤガワ（Susana Shizuko Higuchi Miyagawa、日本名：樋口 静子、1950年4月26日 - 2021年12月8日）は、ペルーの政治家、エンジニア、元共和国議会議員。
ペルー共和国元大統領・アルベルト・フジモリ（任期：1990年 - 2000年11月）の元妻。ケイコ・フジモリの母。

## 来歴
樋口家の四人兄弟の末子として誕生。国立工科大学に通いながら、土木会社を設立。
1974年、アルベルト・フジモリと結婚した。夫の大統領就任と共にファーストレディとなる。
1994年、フジモリの強権的な政治手法を公的に非難し、暴君と称した。1995年 、離婚。1996年、裁判を経て正式に離婚。
2001年、ヒグチはフジモリの汚職容疑を調査した捜査官に、国家情報局から数百回の拷問を受けたと語っている。フジモリはヒグチの背中と首の傷跡は拷問によるものではなく、灸の治療跡だと否定している。2001年7月、フジモリが日本から受けた支援金を個人資産に悪用していると語った。
2001年から2006年まで共和国議会議員に選出されたが、独立浄化戦線の議員との確執があったため、2005年にペルー・ナウへ入党。
2021年12月8日、リマの病院で癌のため、死去。71歳没。

## 子ども
- ケイコ・フジモリ
- ヒロ・アルベルト
- サチ・マルセラ
- ケンジ・フジモリ